# Cunha

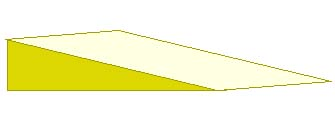
Forma principal de uma cunha

Cunha é uma ferramenta de metal ou madeira, em forma de prisma agudo em um dos lados, e que se insere no vértice de um corte para melhor fender algum material (como madeira ou pedras), bem como para calçar, nivelar, ajustar uma peça qualquer.
A cunha foi criada pelos Sumérios, principalmente na escrita cuneiforme (utilizando objetos em forma de cunha) 3.500 antes de Cristo.